# كابي ماي (نيوجيرسي)
كابي ماي (بالإنجليزية: Cape May city, New Jersey)‏ هي مدينة تقع بولاية نيوجيرسي في الولايات المتحدة. تبلغ مساحتها 7.50 كم2، وترتفع عن سطح البحر 3.048 م، بلغ عدد سكانها 3,607 نسمة في عام 2010 حسب إحصاء مكتب تعداد الولايات المتحدة وتصل الكثافة السكانية فيها 480.9 نسمة لكل كيلومتر مربع (1,245.5/ميل2).

## التركيبة السكانية
حدّد مكتب تعداد الولايات المتحدة بيانات التركيبة السكانية لكابي ماي في تعداد الولايات المتحدة. في ما يلي، التركيبة السكانية حسب تعدادي 2000 و2010.

### تعداد عام 2000
بلغ عدد سكان كابي ماي 4,034 نسمة بحسب تعداد عام 2000، وبلغ عدد الأسر 1,821 أسرة وعدد العائلات 1,035 عائلة مقيمة في المدينة. في حين سجلت الكثافة السكانية 537.9 نسمة لكل كيلومتر مربع (1,393.2/ميل2). وبلغ عدد الوحدات السكنية 4,064 وحدة بمتوسط كثافة قدره 541.9 لكل كيلومتر مربع (1,403.5/ميل2).
وتوزع التركيب العرقي للمدينة بنسبة 91.32% من البيض و5.26% من الأمريكيين الأفارقة و0.20% من الأمريكيين الأصليين و0.40% من الأمريكيين ذوي الأصول الآسيوية و0.05% من سكان جزر المحيط الهادئ و1.26% من الأعراق الأخرى و1.51% من عرقين مختلطين أو أكثر و3.79% من الهسبانيون أو اللاتينيون من أي عرق.
بلغ عدد الأسر 1,821 أسرة كانت نسبة 19.1% منها لديها أطفال تحت سن الثامنة عشر تعيش معهم، وبلغت نسبة الأزواج القاطنين مع بعضهم البعض 47.6% من أصل المجموع الكلي للأسر، ونسبة 7% من الأسر كان لديها معيلات من الإناث دون وجود شريك، بينما كانت نسبة 2.3% من الأسر لديها معيلون من الذكور دون وجود شريكة وكانت نسبة 43.2% من غير العائلات. تألفت نسبة 39.4% من أصل جميع الأسر من عدة أفراد يعيشون في نفس المنزل ونسبة 24.2% كانت تتألف من شخص يعيش بمفرده يبلغ من العمر 65 عاماً أو أكثر. وبلغ متوسط حجم الأسرة المعيشية 2.02، أما متوسط حجم العائلات فبلغ 2.69.
بلغ العمر الوسطي للسكان 47.4 عاماً. وكانت نسبة 16.2% من القاطنين تحت سن الثامنة عشر، وكانت نسبة 3.9% بين الثامنة عشر والرابعة والعشرين عاماً، ونسبة 18.8% كانت واقعةً في الفئة العمرية ما بين الخامسة والعشرين والرابعة والأربعين عاماً، ونسبة 23.9% كانت ما بين الخامسة والأربعين والرابعة والستين، ونسبة 28.5% كانت ضمن فئة الخامسة والستين عاماً فما فوق. يوجد لكل 100 أنثى 83.4 ذكر، ويوجد لكل 100 أنثى في الثامنة عشر من عمرها فما فوق 78.5 ذكر.
بلغ متوسط دخل الأسرة في المدينة 33,462 دولارًا، أما متوسط دخل العائلة فبلغ 46,250 دولارًا. وكان متوسط دخل الذكور 29,194 دولارًا مقابل 25,842 دولارًا للإناث. وسجل دخل الفرد الخاص بالمدينة 29,902 دولارًا. وكانت نسبة 7.7% من العائلات ونسبة 9.1% من السكان تحت خط الفقر، وكان من هؤلاء نسبة 7% تحت سن الثامنة عشر ونسبة 10.9% في الخامسة والستين من العمر وما فوق.

### تعداد عام 2010
بلغ عدد سكان كابي ماي 3,607 نسمة بحسب تعداد عام 2010، وبلغ عدد الأسر 1,457 أسرة وعدد العائلات 783 عائلة مقيمة في المدينة. في حين سجلت الكثافة السكانية 480.9 نسمة لكل كيلومتر مربع (1,245.5/ميل2). وبلغ عدد الوحدات السكنية 4,155 وحدة بمتوسط كثافة قدره 554 لكل كيلومتر مربع (1,434.9/ميل2).
وتوزع التركيب العرقي للمدينة بنسبة 89.05% من البيض و4.85% من الأمريكيين الأفارقة و0.30% من الأمريكيين الأصليين و0.67% من الأمريكيين ذوي الأصول الآسيوية و0.11% من سكان جزر المحيط الهادئ و2.30% من الأعراق الأخرى و2.72% من عرقين مختلطين أو أكثر و8.62% من الهسبانيون أو اللاتينيون من أي عرق.
بلغ عدد الأسر 1,457 أسرة كانت نسبة 17.4% منها لديها أطفال تحت سن الثامنة عشر تعيش معهم، وبلغت نسبة الأزواج القاطنين مع بعضهم البعض 44.6% من أصل المجموع الكلي للأسر، ونسبة 7.5% من الأسر كان لديها معيلات من الإناث دون وجود شريك، بينما كانت نسبة 1.6% من الأسر لديها معيلون من الذكور دون وجود شريكة وكانت نسبة 46.3% من غير العائلات. تألفت نسبة 42% من أصل جميع الأسر من عدة أفراد يعيشون في نفس المنزل ونسبة 27.9% كانت تتألف من شخص يعيش بمفرده يبلغ من العمر 65 عاماً أو أكثر. وبلغ متوسط حجم الأسرة المعيشية 1.95، أما متوسط حجم العائلات فبلغ 2.64.
بلغ العمر الوسطي للسكان 42.2 عاماً. وكانت نسبة 12.8% من القاطنين تحت سن الثامنة عشر، وكانت نسبة 20.6% بين الثامنة عشر والرابعة والعشرين عاماً، ونسبة 18.6% كانت واقعةً في الفئة العمرية ما بين الخامسة والعشرين والرابعة والأربعين عاماً، ونسبة 20.3% كانت ما بين الخامسة والأربعين والرابعة والستين، ونسبة 27.6% كانت ضمن فئة الخامسة والستين عاماً فما فوق. وتوزع التركيب الجنسي للسكان بنسبة 51.2% ذكور و48.8% إناث.

## وصلات خارجية
- الموقع الرسمي